# Antunovac (Osijek-Baranja)
Antunovac (Hongaars: Antalfalu; Duits: Antonsfeld) is een gemeente in de Kroatische provincie Osijek-Baranja.
Antunovac telt 3559 inwoners. De oppervlakte bedraagt 57 km², de bevolkingsdichtheid is 62,4 inwoners per km². De gemeente telt twee plaatsen: Antunovac (2283 inwoners) en Ivanovac (1276 inwoners).

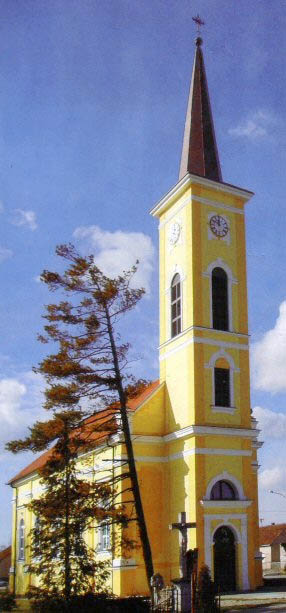
Kerk van Ivanovac

Steden (gradovi): Osijek · Beli Manastir · Belišće · Donji Miholjac · Đakovo · Našice · Valpovo

Gemeenten (općine): Antunovac · Bilje · Bizovac · Čeminac · Čepin · Darda · Donja Motičina · Draž · Drenje · Đurđenovac · Erdut · Ernestinovo · Feričanci · Gorjani · Jagodnjak · Kneževi Vinogradi · Koška · Levanjska Varoš · Magadenovac · Marijanci · Petlovac · Petrijevci · Podgorač · Podravska Moslavina · Popovac · Punitovci · Satnica Đakovačka · Semeljci · Strizivojna · Šodolovci · Trnava · Viljevo · Viškovci · Vladislavci · Vuka